# Jacek Sas-Uhrynowski
Jacek Maciej Sas-Uhrynowski (ur. 24 sierpnia 1957 w Warszawie) – polski aktor filmowy i teatralny, menedżer.

## Życiorys
Syn kartografa Andrzeja Sasa-Uhrynowskiego. Absolwent  VI Liceum Ogólnokształcącego im. Tadeusza Reytana w Warszawie (1976) i Wydziału Aktorskiego Państwowej Wyższej Szkoły Teatralnej im. Aleksandra Zelwerowicza w Warszawie (1980). W latach 1980–1987 był aktorem Teatru Współczesnego. Największą popularność przyniosła mu rola Włocha Giuseppe Baldiniego w komedii Janusza Majewskiego C.K. Dezerterzy (1985). Pomimo sukcesu filmu nie udało mu się rozwinąć kariery. W 1989 r. wyjechał wraz z żoną do Kanady. Do kraju wrócił w latach 90 XX w., jednak nie powrócił do aktorstwa. Pracował na stanowiskach menedżerskich w korporacjach, m.in. w Pepsico, PPWK S.A. i Lyreco. Następnie prowadził restaurację na Starówce w Warszawie.
Od 1980 r. był mężem aktorki Agnieszki Kotulanki. Mieli dwoje dzieci: syna Michała (ur. 1985) i córkę Katarzynę (ur. 1987). Para rozwiodła się w latach 90 XX w. Później ożenił się ponownie.

## Filmografia
- Dom (1979–2000; serial TV) – epizod w odc. 6. pt. Nosić swoją skórę
- Przypadek (1981) jako Daniel, przyjaciel Witka z dzieciństwa (w wersji drugiej)
- Był jazz (1981) jako Rajmund
- Sam pośród swoich (1985) jako ormowiec Komorowski
- Jezioro Bodeńskie (1985) jako ksiądz Cleont
- C.K. Dezerterzy (1985) jako Giuseppe Baldini
- Misja specjalna (1987) jako oficer brytyjski w samolocie
- Wielki Wóz (1987) jako oficer
- Crimen (1988; serial TV) jako Andrzej Witoszyński
- I skrzypce przestały grać (1988) jako Paweł, przyjaciel Romana
- Złoto dezerterów (1998) jako płk Giuseppe Baldini